# Gerry Weber Open
Gerry Weber Open är en tennisturnering för herrar som spelas i Halle i  Tyskland årligen sedan 1993. Turneringen spelas på fyra stycken gräsbanor utomhus och den är sedan 2015 en del av ATP 500 Series på ATP-touren.
Roger Federer har vunnit turneringen åtta gånger (2003–06, 2008, 2013–15), och innehar rekordet över flest singeltitlar.

## Resultat

### Singel
| År   | Mästare               | Finalist              | Resultat                     |
| ---- | --------------------- | --------------------- | ---------------------------- |
| 1993 | Henri Leconte         | Andrei Medvedev       | 6–2, 6–3                     |
| 1994 | Michael Stich         | Magnus Larsson        | 6–4, 4–6, 6–3                |
| 1995 | Marc Rosset           | Michael Stich         | 3–6, 7–6(13–11), 7–6(10–8)   |
| 1996 | Nicklas Kulti         | Yevgeny Kafelnikov    | 6–7(5–7), 6–3, 6–4           |
| 1997 | Yevgeny Kafelnikov    | Petr Korda            | 7–6(7–2), 6–7(5–7), 7–6(9–7) |
| 1998 | Yevgeny Kafelnikov    | Magnus Larsson        | 6–4, 6–4                     |
| 1999 | Nicolas Kiefer        | Nicklas Kulti         | 6–3, 6–2                     |
| 2000 | David Prinosil        | Richard Krajicek      | 6–3, 6–2                     |
| 2001 | Thomas Johansson      | Fabrice Santoro       | 6–3, 6–7(5–7), 6–2           |
| 2002 | Yevgeny Kafelnikov    | Nicolas Kiefer        | 2–6, 6–4, 6–4                |
| 2003 | Roger Federer         | Nicolas Kiefer        | 6–1, 6–3                     |
| 2004 | Roger Federer         | Mardy Fish            | 6–0, 6–3                     |
| 2005 | Roger Federer         | Marat Safin           | 6–4, 6–7(6–8), 6–4           |
| 2006 | Roger Federer         | Tomáš Berdych         | 6–0, 6–7(4–7), 6–2           |
| 2007 | Tomáš Berdych         | Marcos Baghdatis      | 7–5, 6–4                     |
| 2008 | Roger Federer         | Philipp Kohlschreiber | 6–3, 6–4                     |
| 2009 | Tommy Haas            | Novak Djokovic        | 6–3, 6–7(4–7), 6–1           |
| 2010 | Lleyton Hewitt        | Roger Federer         | 3–6, 7–6(7–4), 6–4           |
| 2011 | Philipp Kohlschreiber | Philipp Petzschner    | 7–6(7–5), 2–0 avslutade      |
| 2012 | Tommy Haas            | Roger Federer         | 7–6(7–5), 6–4                |
| 2013 | Roger Federer         | Michail Juzjnyj       | 6–7(5–7), 6–3, 6–4           |
| 2014 | Roger Federer         | Alejandro Falla       | 7–6(7–2), 7–6(7–3)           |
| 2015 | Roger Federer         | Andreas Seppi         | 7–6(7–1), 6–4                |

### Dubbel
| År   | Mästare                        | Finalister                                | Resultat         |
| ---- | ------------------------------ | ----------------------------------------- | ---------------- |
| 2008 | Michail Juzjnyj Michael Zverev | Lukas Dlouhy Leander Paes                 | 4–6, 6–3, 10–3   |
| 2007 | Simon Aspelin Julian Knowle    | Fabrice Santoro Nenad Zimonjic            | 6–4, 7–6(5)      |
| 2006 | Fabrice Santoro Nenad Zimonjic | Michael Kohlmann Rainer Schüttler         | 6–0, 6–4         |
| 2005 | Roger Federer Yves Allegro     | Joachim Johansson Marat Safin             | 7–5, 6–7(6), 6–3 |
| 2004 | Leander Paes David Rikl        | Tomas Cibulec Petr Pala                   | 6–2, 7–5         |
| 2003 | Jonas Björkman Todd Woodbridge | Martin Damm Cyril Suk                     | 6–3, 6–4         |
| 2002 | David Prinosil David Rikl      | Jonas Björkman Todd Woodbridge            | 4–6, 7–6(5), 7–5 |
| 2001 | Daniel Nestor Sandon Stolle    | Max Mirnyj Patrick Rafter                 | 6–4, 6–7(5), 6–1 |
| 2000 | Nicklas Kulti Mikael Tillström | Mahesh Bhupathi David Prinosil            | 7–6(4), 7–6(4)   |
| 1999 | Jonas Björkman Patrick Rafter  | Paul Haarhuis Jared Palmer                | 6–3, 7–5         |
| 1998 | Ellis Ferreira Rick Leach      | John-Laffnie de Jager Marc-Kevin Goellner | 4–6, 6–4, 7–6    |
| 1997 | Karsten Braasch Michael Stich  | David Adams Marius Barnard                | 7–6, 6–3         |
| 1996 | Byron Black Grant Connell      | Jevgenij Kafelnikov Daniel Vacek          | 6–1, 7–5         |
| 1995 | Jacco Eltingh Paul Haarhuis    | Jevgenij Kafelnikov Andrej Olhovskij      | 6–2, 3–6, 6–3    |
| 1994 | Olivier Delaitre Guy Forget    | Henri Leconte Gary Muller                 | 6–4, 6–7, 6–4    |
| 1993 | Petr Korda Cyril Suk           | Mike Bauer Marc-Kevin Goellner            | 7–6, 5–7, 6–3    |